# 姆利尼謝 (日托米爾區)
50°10′33″N 28°47′48″E / 50.17583°N 28.79667°E
姆利尼謝（烏克蘭語：Млинище），是烏克蘭北部的村莊，隸屬日托米爾州的日托米爾區。該村面積1.42平方公里，海拔高度201米，2001年人口558，人口密度每平方公里393.79人。